# Polystachya bequaertii
Polystachya bequaertii är en orkidéart som beskrevs av Victor Samuel Summerhayes. Polystachya bequaertii ingår i släktet Polystachya och familjen orkidéer. Inga underarter finns listade i Catalogue of Life.